# Francesco Bissolo

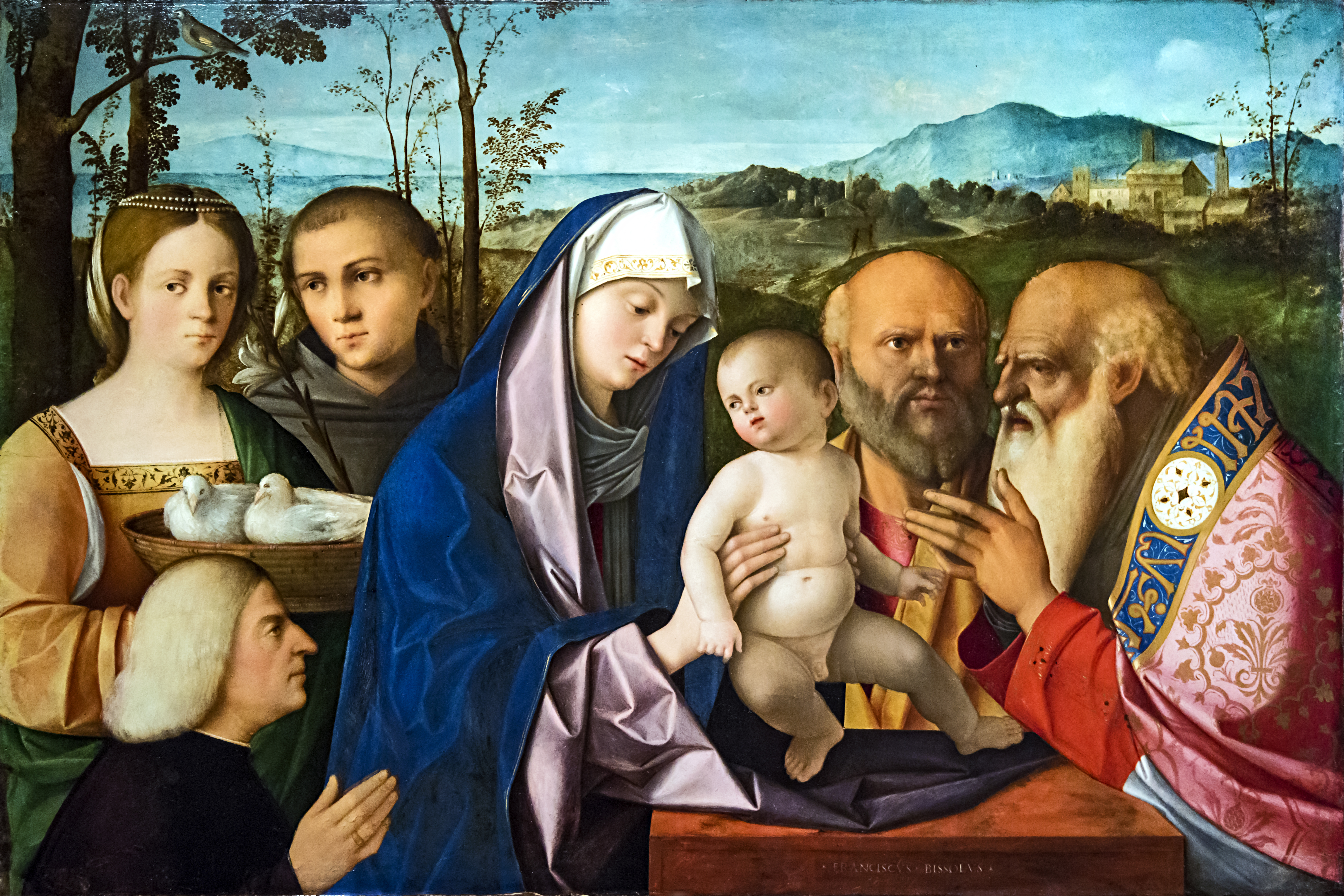
Presentazione di Gesù al tempio Gallerie dell'Accademia

Francesco Bissolo, o anche chiamato Pier Francesco Bissolo (Treviso, 1470-72 – Venezia, 20 aprile 1554), è stato un pittore italiano esponente della scuola veneta rinascimentale.

## Biografia
Di origini trevigiane, fu il figlio dell'artista Vettore e allievo di Giovanni Bellini anche se le sue prime conoscenze pittoriche le ricevette da Girolamo il Vecchio a Treviso.
A questa prima fase, e a queste prime influenze stilistiche si può attribuire la Madonna, Bimbo e san Pietro conservata a Milano dalla collezione Lutomirski, caratterizzata da una notevole energia plastica e dal pendaglio di frutta tipico del movimento padovano.
Dal 1490 si trasferì nella bottega di Bellini e dopo un paio di anni collaborò con il maestro per i lavori al Palazzo Ducale (Venezia), nella sala del Maggior Consiglio.
Nelle opere della fase artistica matura sono presenti chiare influenze di Palma il Vecchio  per i formalismi e per i modellati.

## Opere

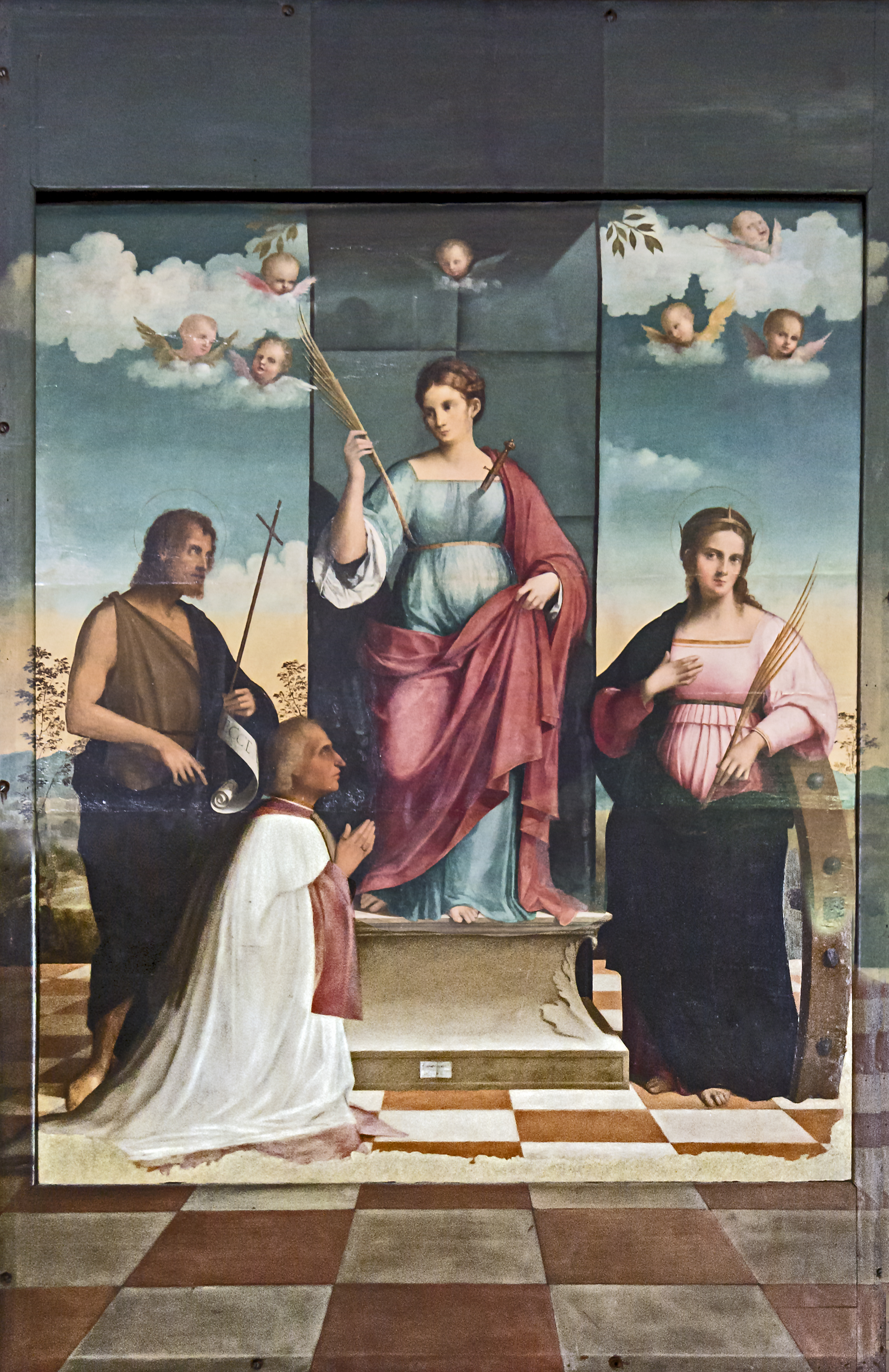
Santa Giustina nella cattedrale di Treviso

Tra le sue opere più significative, la Trasfigurazione di Cristo del 1512  dipinta per la chiesa di Maria Mater Domini veneziana, un Cristo che trasforma la corona di spine in una corona d'oro con santa Caterina  del 1514 per la chiesa del Redentore, ora all'Accademia, una Madonna del 1516 per la chiesa della Madonna del Campo a Zara, commissionata dal canonico del duomo trevigiano De Donini, una Sacra conversazione conservata a Castelfranco  e una Madonna col Figlio e santi del 1530 realizzata a Oderzo.
Di una certa importanza, una Santa Giustina nella cattedrale di Treviso e una Sacra Famiglia con donatore in un paesaggio, conservata al Dayton Art Institute in Ohio, negli Stati Uniti.
La National Gallery di Londra conserva una Madonna col Bambino, santi e donatori e una Madonna col Bambino e santi.